# Colesbukta

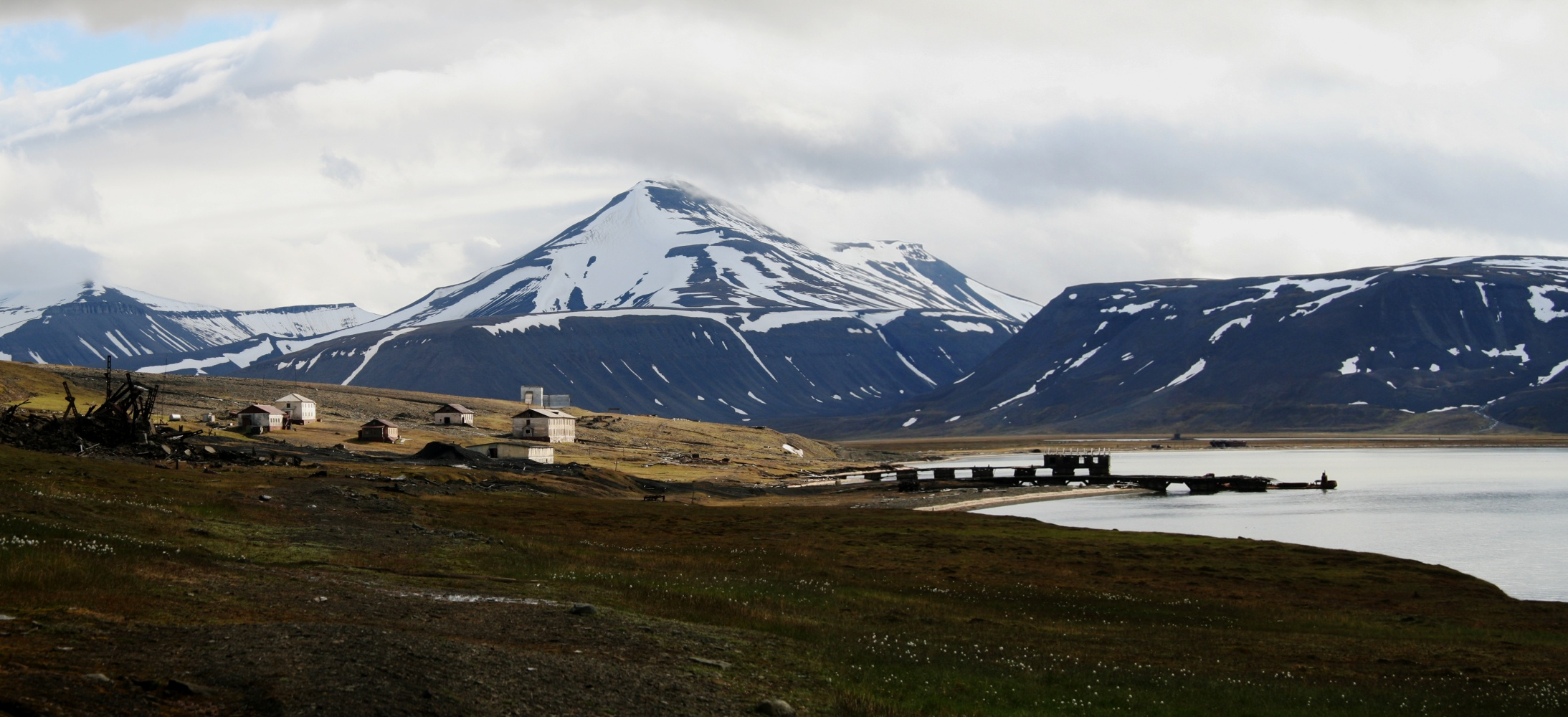
Veduta di Colesbuta, nella valle di Colesdalen.

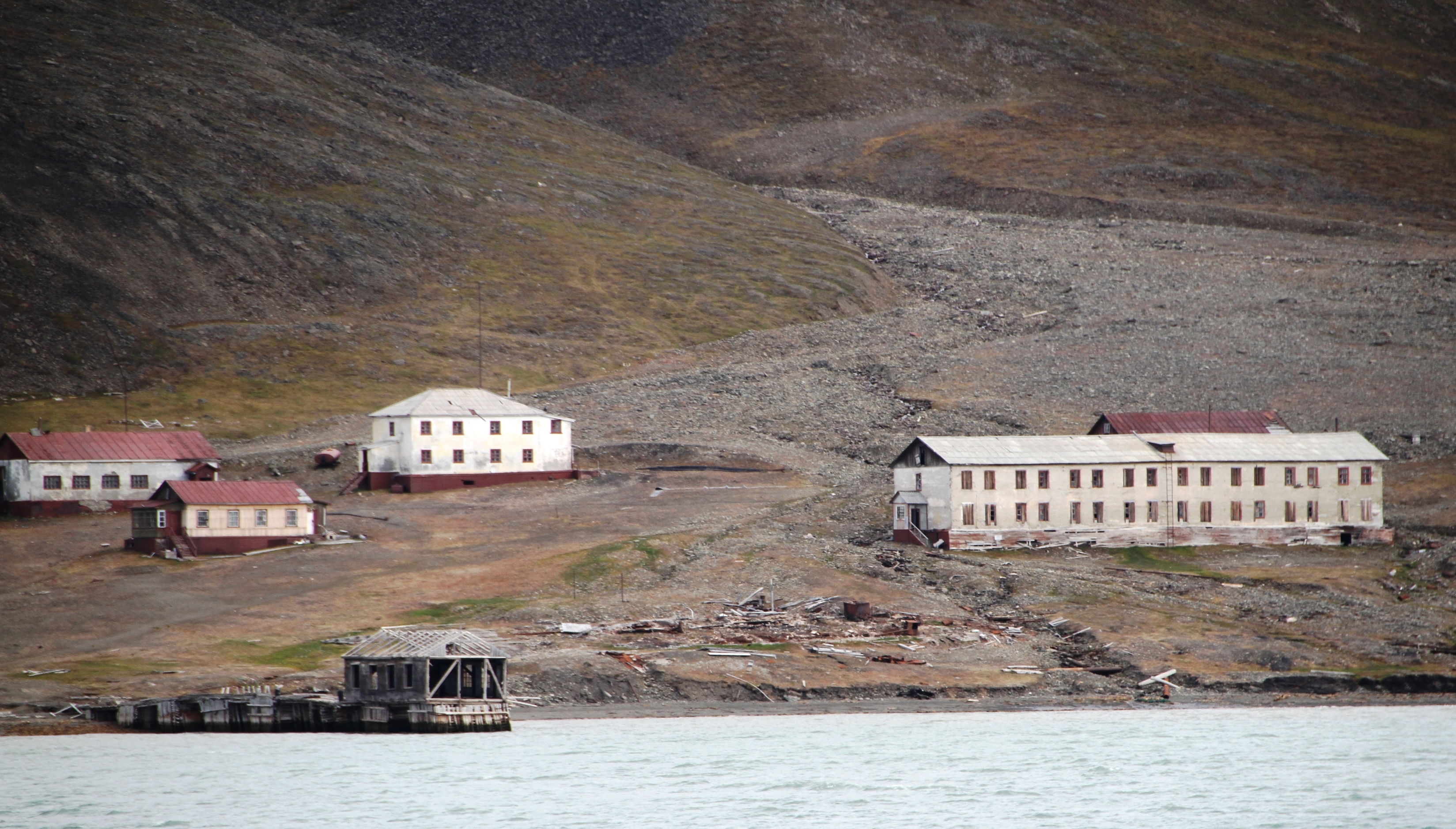
Alcuni edifici di Colesbukta.

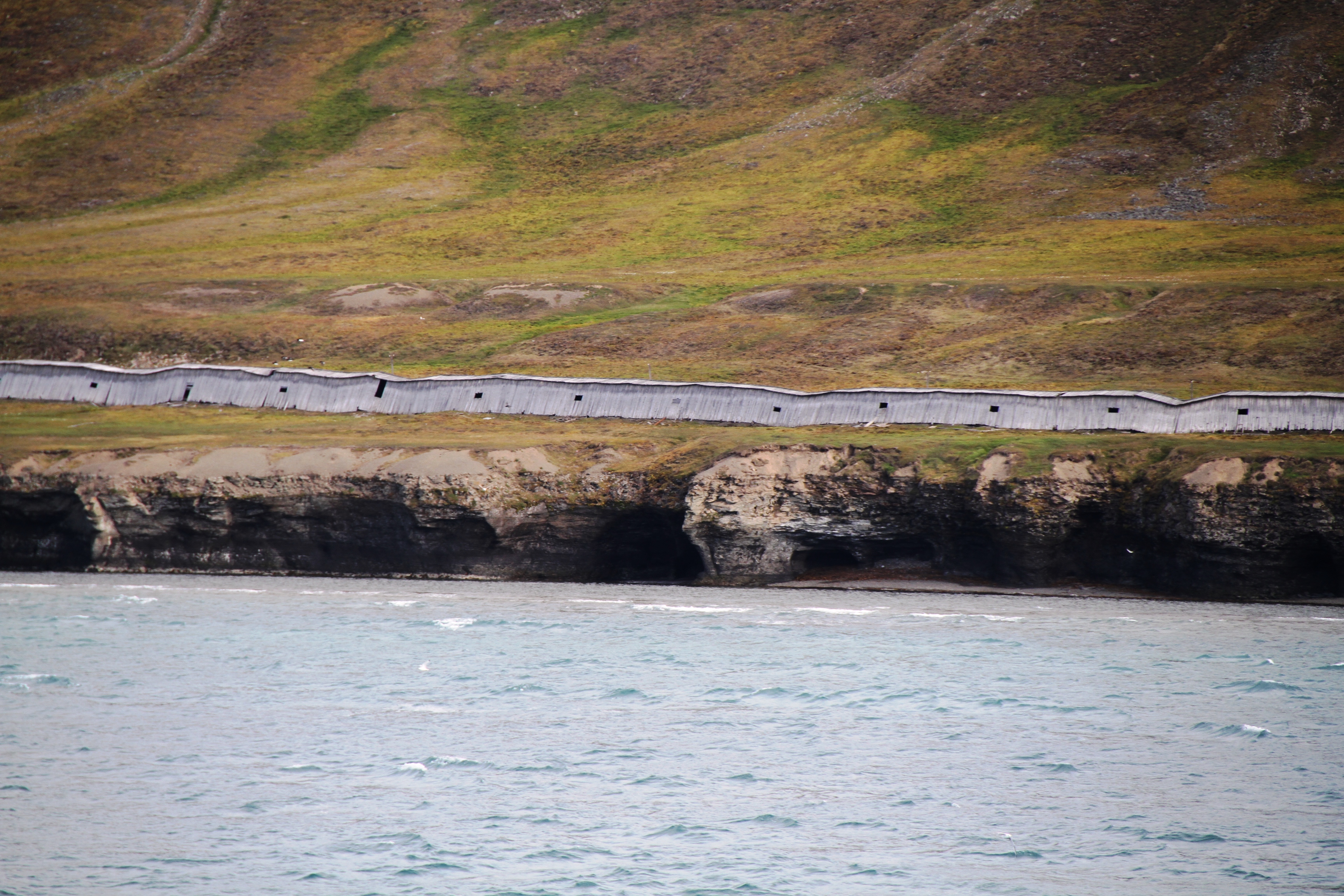
Resti della linea ferroviaria coperta tra Grumantbyen e Colesbukta.

Colesbukta è una baia, situata nella parte meridionale del fiordo denominato Isfjorden, nella'area di Nordenskiöld Land sull'isola di Spitsbergen, una delle isole Svalbard.

## Descrizione
In questa baia, che misura circa 4,5 chilometri, sono sorti alcuni edifici, per opera dei sovietici allo scopo dell'estrazione del carbone. È stata operativa una linea ferroviaria tra Grumantbyen e le strutture di trasporto site  in Colesbukta. La valle di Colesdalen sbocca nella baia di Colesbukta.

## Storia
La cabina costruita dal geologo russo Vladimir Rusanov nel  1912 all'ingresso del villaggio di Colesbukta è stata trasformata in un piccolo museo di autoguidati. Gli edifici, costruiti dai sovietici, per l'estrazione del carbone, sono stati successivamente abbandonati.